# Richard D. Nolane
 (avril 2018).
Pour les articles homonymes, voir Olivier Raynaud.
Richard D. Nolane, de son véritable nom Olivier Raynaud, est un écrivain, traducteur, anthologiste et scénariste de bande dessinée français né le 28 mai 1955 et ayant résidé au Québec de 1999 à 2011.

## Biographie
Les écrits de Richard D. Nolane se situent essentiellement dans les domaines de la science-fiction, du fantastique et du paranormal. Il a commencé à publier en 1973 dans la revue Horizons du fantastique et est l'auteur d'une trentaine de nouvelles, d'une centaine de livres et de plus de cent d'albums de bande dessinée. Auteur de quarante-trois des romans de la série d'heroic fantasy Blade, Voyageur de l'Infini sous le pseudonyme collectif de Jeffrey Lord entre 1983 et 1996, il a dirigé la collection « Aventures Fantastiques » entre 1985 et 1987 aux éditions Garancière. Il a également réuni de nombreuses anthologies de science-fiction et de fantastique dont deux directement pour l'éditeur américain Daw Books. Parallèlement, il a été corédacteur en chef des revues Spirale (science-fiction et fantastique) et Thriller (fantastique et romans policiers modernes). Il dirige aux éditions L'Œil du Sphinx la revue de bibliothèque Wendigo sur le fantastique classique d'avant 1945 et dont sept numéros sont parus depuis janvier 2011. Chez le même éditeur, il dirige la collection "RDN Books" consacrée au Fantastique et à la SF d'avant-guerre. Il est également responsable de la micro-édition "Olivier Raynaud éditeur" qui explore aussi ces domaines.
Plusieurs séries de bande dessinée dont il assure les scénarios sont actuellement en cours de publication : Wunderwaffen avec Maza, Space Reich avec Maza et Marko Nikolic, Arkham Mysteries avec Manuel Garcia (toutes chez Soleil).
Il a signé des albums avec Jean-Claude Claeys, François Miville-Deschênes  et Pasquale del Vecchio (Humanoïdes Associés) Pascal Croci, Pasquale del Vecchio, Chrys Millien, Yann Gourhant, Olivier Roman, Félix Molinari, Diego Olmos, Michel Suro, Vincenç Villagrasa, Sinisa Banovic, Zeljko Vladetic et Patrick Dumas.(Soleil ) Il a aussi scénarisé un album fantastique sur la fin du Titanic paru en avril 2009, Corpus Hermeticum : Titanic, et dessiné par Patrick Dumas.
Richard D. Nolane a aussi publié des essais et des enquêtes sur les serial killers, les OVNIs, les vampires, la cryptozoologie, les mystères de l'Histoire ou les séries télévisées, seul ou en collaboration avec Élisabeth Campos, Yves Lignon, Jocelyn Morisson, Geneviève Béduneau, Bernard Fontaine et Arnaud de l'Estoile. Il a aussi collaboré comme auteur et traducteur (également sous le nom d'Olivier Raynaud) à la série de fascicules Facteur X, la série de fascicules Dossiers OVNI, aux numéros de VSD Hors Série OVNIS et Paranormal et au magazine SCI FI. De mai 1998 à février 2019 (près de 21 ans), il a tenu la rubrique mensuelle sur l'actualité mystérieuse « Ici l'Ombre » dans le magazine de bande dessinée Lanfeust Mag.
Il a été traduit aux États-Unis, au Japon, en Allemagne, en Roumanie, au Portugal, au Danemark, en Hollande, en Suède, en Italie, en Hongrie, en ex-Yougoslavie, en ex-Tchécoslovaquie, en Turquie, en Pologne et en Chine.
Spécialiste de la littérature populaire, il a, entre autres activités, animé le site « Le monde du Fleuve (Noir) », essentiellement consacré aux éditions du Fleuve noir.
Ses derniers livres de fiction en date sont le recueil de fantastique et d'horreur, Séparation de Corps, paru en septembre 2010 dans la coll. « Noire » de chez Rivière Blanche, et le court recueil policier Un cadavre entre les sampans (L'Œil du Sphinx/RDN Books, 2017). Paru en 1990 sous le titre des Démons d'Abidjan, son roman fantastique a été réédité en 2021 sous le titres de Les masques du démon (Olivier Raynaud éditeur).
Séparation de corps a obtenu le Prix Masterton 2011 du meilleur recueil de nouvelles du genre paru en français en 2010. Le T1 de sa BD Zeppelin's War a quant à lui obtenu le Prix ActuSF de l'Uchronie catégorie graphique 2014.

## Œuvres

### Essais
- Who's Who in Fantasy & Horror : 1860-1923, Éd. O. Raynaud, (1981). Dictionnaire bio-bibliographique d'auteurs fantastiques anglo-saxons classiques. En français en dépit du titre.
- Les 150 Grandes Énigmes, Éd. Larousse, (1992). Ouvrage collectif.
- Autrefois les Extraterrestres, Éd. Vaugirard, (1993, version revue et mise à jour en 1998 chez CGR Éditions sous le titre de Autrefois les OVNI). Essai. Ufologie.
- Monstres des lacs et des océans, Éd. Vaugirard, (1994, version revue et mise à jour en 1996 aux Éditions Plein Sud). Essai. Cryptozoologie.
- Sur les traces du Yéti et autres animaux clandestins, Éd. Vaugirard, (1993, version revue et mise à jour en 1996 aux Éditions Plein Sud sous le titre de Sur les traces du Yéti et autres créatures clandestines). Essai. Cryptozoologie.
- La Chair et le Sang, Éd. Vaugirard, en collaboration avec Élisabeth Campos (1994, version revue et mise à jour en 1997 chez CGR Éditions). Essai sur le vampirisme.
- Tueurs en série : enquête sur les Serial Killers, Éd. Plein Sud, en collaboration avec Élisabeth Campos(1995).
- Extraterrestres : la vérité sur Roswell, Éd. Plein Sud (1995).
- 1947, les «soucoupes volantes» arrivent !, CGR Éditions (1997). Essai. Ufologie.
- Les OVNI, Éditions Milan (1997). Essai. Ufologie. Collection «Les Essentiels Milan» #88.
- Alien Télévision : les envahisseurs extraterrestres au petit écran, CGR Éditions, en collaboration avec Élisabeth Campos(1997). Essai/guide sur les séries TV.
- OVNIS : une menace pour l'humanité ?, Presses du Châtelet (1998). Essai. Ufologie.
- Les saints et leurs reliques : une histoire mouvementée, MNH/Anthropos (2000, Québec). Essai.
- Les Énigmes de l'Étrange, en collaboration avec Yves Lignon et Jocelyn Morisson Éditions First (2005). Essai. Réédité chez France Loisirs en 2007.
- Vampires !, en collaboration avec Élisabeth Campos Les Moutons Électriques (2010). Essai sur le vampirisme rédigé sur la base de La Chair et le Sang et enrichi d'une très importante iconographie.
- Des sociétés secrètes au paranormal: les grandes énigmes, en collaboration avec Geneviève Béduneau, Bernard Fontaine et Arnaud de l'Estoile, Éditions J'Ai Lu (février 2012). Essai.
- Les Illuminati, en collaboration avec Geneviève Béduneau, Bernard Fontaine et Arnaud de l'Estoile, Éditions J'Ai Lu (mars 2013). Essai.

### Séries

#### Lüger & Paix
- 1 Lüger & Paix I, Les Humanoïdes Associés, novembre 1987
Scénario : Richard D. Nolane - Dessin : Jean-Claude Claeys - Couleurs : noir et blanc
- 2 Lüger & Paix II - Lame damnée, Les Humanoïdes Associés, février 1989
Scénario : Richard D. Nolane - Dessin : Jean-Claude Claeys - Couleurs : noir et blanc
- INT Lame fatale, Soleil Productions, septembre 1995
Scénario : Richard D. Nolane - Dessin : Jean-Claude Claeys - Couleurs : noir et blanc

#### Harry Dickson, le Sherlock Holmes américain
- 1 L'Île des possédés, Soleil Productions, octobre 1992
Scénario : Richard D. Nolane - Dessin : Olivier Roman - Couleurs : Alain Sirvent
  - réédition avec nouvelle couverture, nouveau logo et nouvelle 4e de couverture, juillet 1994
  - réédition avec nouvelle couverture, nouveau logo et nouvelle 4e de couverture, janvier 2013
- 2 Le Démon de Whitechapel, Soleil Productions, juillet 1994
Scénario : Richard D. Nolane - Dessin : Olivier Roman - Couleurs : Jean-Jacques Chagnaud
  - réédition avec nouvelle couverture, nouveau logo et nouvelle 4e de couverture, février 2013
- 3 Les Amis de l'enfer, Soleil Productions, juillet 1995
Scénario : Richard D. Nolane - Dessin : Olivier Roman - Couleurs : Jean-Jacques Chagnaud
  - réédition avec nouvelle couverture, nouveau logo et nouvelle 4e de couverture, mars 2013
- 4 L'Ombre de Blackfield, Soleil Productions, janvier 1997
Scénario : Richard D. Nolane - Dessin : Olivier Roman - Couleurs : Patricia Faucon
  - réédition avec nouvelle couverture, nouveau logo et nouvelle 4e de couverture, avril 2013
- 5 La Nuit du météore, Soleil Productions, juin 1998
Scénario : Richard D. Nolane - Dessin : Olivier Roman - Couleurs : Patricia Faucon
  - réédition avec nouvelle couverture, nouveau logo et nouvelle 4e de couverture, mai 2013
- INT Intégrale tomes 1 à 4, Soleil Productions, novembre 1998
Scénario : Richard D. Nolane - Dessin : Olivier Roman - Couleurs : divers
- 6 Terreur jaune[1], Soleil Productions, février 2000
Scénario : Richard D. Nolane - Dessin : Olivier Roman - Couleurs : Patricia Faucon
  - réédition avec nouvelle couverture, nouveau logo et nouvelle 4e de couverture, juin 2013
- 7 Les Loups de Darkhenge, Soleil Productions, mars 2001
Scénario : Richard D. Nolane - Dessin : Olivier Roman - Couleurs : Patricia Faucon
  - réédition avec nouvelle couverture, nouveau logo et nouvelle 4e de couverture, juillet 2013
- 8 Le Sanctuaire du Grand Ancien, Soleil Productions, avril 2002
Scénario : Richard D. Nolane - Dessin et couleurs : Olivier Roman
  - réédition avec nouvelle couverture, nouveau logo et nouvelle 4e de couverture, août 2013
- 9 Le Secret de Raspoutine, Soleil Productions, mai 2003
Scénario : Richard D. Nolane - Dessin et couleurs : Olivier Roman
  - réédition avec nouvelle couverture, nouveau logo et nouvelle 4e de couverture, septembre 2013
- 10 La Sorcière du Kent, Soleil Productions, janvier 2004
Scénario : Richard D. Nolane - Dessin : Olivier Roman - Couleurs : Olivier Astier
  - réédition avec nouvelle couverture, nouveau logo et nouvelle 4e de couverture, octobre 2013
- 11 Le Semeur d'angoisse, Soleil Productions, avril 2005
Scénario : Richard D. Nolane - Dessin : Olivier Roman - Couleurs : Olivier Astier
  - réédition avec nouvelle couverture, nouveau logo et nouvelle 4e de couverture, janvier 2014
- 12 Le Diable du Devonshire, Soleil Productions, septembre 2008
Scénario : Richard D. Nolane - Dessin : Olivier Roman - Couleurs : Olivier Astier
  - réédition avec nouvelle couverture, nouveau logo et nouvelle 4e de couverture, février 2014
- 13 L'Héritage maudit de Rennes-le-Château, Soleil Productions, septembre 2009
Scénario : Richard D. Nolane - Dessin : Olivier Roman - Couleurs : Olivier Astier
  - réédition avec nouvelle couverture, nouveau logo et nouvelle 4e de couverture, mars 2014
- INT Intégrale tomes 1 à 3, Soleil Productions, mai 2010
Scénario : Richard D. Nolane - Dessin : Olivier Roman - Couleurs : divers
- INT Intégrale tomes 4 à 6, Soleil Productions, mai 2010
Scénario : Richard D. Nolane - Dessin : Olivier Roman - Couleurs : divers

#### Les Tigres volants
- 1 Raids sur Rangoon, Soleil Productions, février 1994
Scénario : Richard D. Nolane - Dessin : Félix Molinari - Couleurs : Frédéric Bergèse
- 2 Mission à Singapour, Soleil Productions, avril 1995
Scénario : Richard D. Nolane - Dessin : Félix Molinari - Couleurs : Jocelyne Charrance
- 3 Tonnerre sur le Yang Tse, Soleil Productions, mars 1996
Scénario : Richard D. Nolane - Dessin : Félix Molinari - Couleurs : Jocelyne Charrance
- 4 Étoile rouge, Soleil Productions, novembre 1998
Scénario : Richard D. Nolane - Dessin : Félix Molinari - Couleurs : Jean-Marc Wesolowski
- 5 Opération "Homme de Pékin", Soleil Productions, juin 2000
Scénario : Richard D. Nolane - Dessin : Félix Molinari - Couleurs : Jocelyne Charrance
- INT Intégrale, Soleil Productions, octobre 2000
Scénario : Richard D. Nolane - Dessin : Félix Molinari - Couleurs : divers

#### Millénaire
- 1 Les Chiens de Dieu, Les Humanoïdes Associés, octobre 2003
Scénario : Richard D. Nolane - Dessin : François Miville-Deschênes - Couleurs : Fabien Alquier, Sabrina Lim
- 2 Le Squelette des anges, Les Humanoïdes Associés, octobre 2004
Scénario : Richard D. Nolane - Dessin : François Miville-Deschênes - Couleurs : Daniel Perez
- 3 L'Haleine du diable, Les Humanoïdes Associés, novembre 2005
Scénario : Richard D. Nolane - Dessin : François Miville-Deschênes - Couleurs : Daniel Perez
- 4 Les Évangiles empoisonnés, Les Humanoïdes Associés, janvier 2007
Scénario : Richard D. Nolane - Dessin et couleurs : François Miville-Deschênes
- 5 L'Ombre de l'antéchrist, Les Humanoïdes Associés, 2 décembre 2009
Scénario : Richard D. Nolane - Dessin et couleurs : François Miville-Deschênes
- INT Intégrale, Les Humanoïdes Associés, novembre 2010
Scénario : Richard D. Nolane - Dessin : François Miville-Deschênes - Couleurs : divers
- 6 L'Orpheline de Catane, Les Humanoïdes Associés, 3 juin 2015
Scénario : Richard D. Nolane - Dessin : Roberto Viacava - Couleurs : Silvia Fabris
- INT Intégrale, Les Humanoïdes Associés, 21 septembre 2016
Scénario : Richard D. Nolane - Dessin : François Miville-Deschênes, Roberto Viacava - Couleurs : divers

#### Russell Chase
- 1 Le Loup de Tasmanie, Les Humanoïdes Associés, avril 2005
Scénario : Richard D. Nolane - Dessin : Pasquale del Vecchio - Couleurs : Christelle Moulart
- 2 Le Fantôme de l'Himalaya, Les Humanoïdes Associés, janvier 2006
Scénario : Richard D. Nolane - Dessin : Pasquale del Vecchio - Couleurs : Studio Km[Zero]
- 3 Bleu Caraïbes, Les Humanoïdes Associés, juillet 2007
Scénario : Richard D. Nolane - Dessin : Pasquale del Vecchio - Couleurs : Cosimo Lorenzo Pancini
- INT avec pages inédites  Russell Chase cryptozoologue, Les Humanoïdes Associés, 23 mars 2016
Scénario : Richard D. Nolane - Dessin : Pasquale del Vecchio - Couleurs : divers

#### Alchimie
- 1 L'Épreuve du feu, Soleil Productions, 22 septembre 2010
Scénario : Richard D. Nolane - Dessin : Olivier Roman - Couleurs : Digikore Studios
- 2 Le Dernier Roi maudit, Soleil Productions, septembre 2011
Scénario : Richard D. Nolane - Dessin : Olivier Roman - Couleurs : Digikore Studios

#### 20 000 siècles sous les mers
- 1 L'Horreur dans la tempête, Soleil Productions, Paris, octobre 2010
Scénario : Richard D. Nolane, H.P. Lovecraft, Jules Verne - Dessin : Patrick Dumas - Couleurs : Axel Gonzalbo
- 2 Le Repaire de Cthulhu, Soleil Productions, 14 mars 2012
Scénario : Richard D. Nolane, H.P. Lovecraft, Jules Verne - Dessin : Patrick Dumas - Couleurs : Axel Gonzalbo

#### Démon
- 1 Le Mal des esprits[2], Soleil Productions, 22 février 2012
Scénario : Richard D. Nolane - Dessin : Michel Suro - Couleurs : Sebastián Facio
- 2 Le Sanctuaire du démon[3], Soleil Productions, 23 août 2017
Scénario : Richard D. Nolane - Dessin : Michel Suro - Couleurs : Sebastián Facio

#### Wunderwaffen
- 1 Le Pilote du diable, Soleil Productions, 14 mars 2012
Scénario : Richard D. Nolane - Dessin : Maza - Couleurs : Digikore Studios
- 2 Aux portes de l'enfer, Soleil Productions, 23 janvier 2013
Scénario : Richard D. Nolane - Dessin : Maza - Couleurs : Digikore Studios
- 3 Les Damnés du Reich, Soleil Productions, 3 juillet 2013
Scénario : Richard D. Nolane - Dessin : Maza - Couleurs : Digikore Studios
- 4 La Main gauche du Führer, Soleil Productions, 20 novembre 2013
Scénario : Richard D. Nolane - Dessin : Maza - Couleurs : Digikore Studios
- 5 Disaster Day, Soleil Productions, 14 mai 2014
Scénario : Richard D. Nolane - Dessin : Maza - Couleurs : Digikore Studios
- 6 Le Spectre de l'Antartique, Soleil Productions, 22 octobre 2014
Scénario : Richard D. Nolane - Dessin : Maza - Couleurs : Digikore Studios
- 7 Amerika Bomber, Soleil Productions, 24 juin 2015
Scénario : Richard D. Nolane - Dessin : Maza - Couleurs : Digikore Studios, Desimir Miljić
- 8 La Foudre de Thor, Soleil Productions, 25 novembre 2015
Scénario : Richard D. Nolane - Dessin : Maza - Couleurs : Desimir Miljić
- 9 Le Visiteur du soir, Soleil Productions, 22 juin 2016
Scénario : Richard D. Nolane - Dessin : Maza - Couleurs : Desimir Miljić
- 10 La Nuit des armes miracles, Soleil Productions, 22 juin 2016
Scénario : Richard D. Nolane - Dessin : Jovan Ukropina, Zeljko Vladetic, Diego Olmos, Maza - Couleurs : Desimir Miljić
- INT 1 Intégrale tomes 1 à 3, Soleil Productions, 23 novembre 2016
Scénario : Richard D. Nolane - Dessin : Maza - Couleurs : Digikore Studios
- 11 L'Ombre de Wewelsburg, Soleil Productions, 14 juin 2017
Scénario : Richard D. Nolane - Dessin : Maza - Couleurs : Desimir Miljić
- 12 Les Pièges du temps, Soleil Productions, 22 novembre 2017
Scénario : Richard D. Nolane - Dessin : Maza - Couleurs : Desimir Miljić
- INT 2 Intégrale tomes 4 à 6, Soleil Productions, 22 novembre 2017
Scénario : Richard D. Nolane - Dessin : Maza - Couleurs : Digikore Studios
- 13 Tokyo, bombe A, Soleil Productions, 20 juin 2018
Scénario : Richard D. Nolane - Dessin : Maza - Couleurs : Desimir Miljić
- 14 Le Feu du ciel, Soleil Productions, 14 novembre 2018
Scénario : Richard D. Nolane - Dessin : Maza - Couleurs : Desimir Miljić
- INT 3 Intégrale tomes 7 à 9, Soleil Productions, 14 novembre 2018
Scénario : Richard D. Nolane - Dessin : Maza - Couleurs : Desimir Miljić
- 15 Opération Gomorrhe, Soleil Productions, 19 juin 2019
Scénario : Richard D. Nolane - Dessin : Maza - Couleurs : Desimir Miljić
- 16 Cette guerre est nôtre !, Soleil Productions, 20 novembre 2019
Scénario : Richard D. Nolane - Dessin : Maza - Couleurs : Desimir Miljić
- INT 4 Intégrale tomes 10 à 12, Soleil Productions, 20 novembre 2019
Scénario : Richard D. Nolane - Dessin : Maza - Couleurs : Desimir Miljić
- 17 L'antre de la cruauté, Soleil Productions, 9 septembre 2020
Scénario : Richard D. Nolane - Dessin : Maza - Couleurs : Desimir Miljić
- 18 Entre la vie et la mort, Soleil Productions, 23 juin 2021
Scénario : Richard D. Nolane - Dessin : Maza - Couleurs : Desimir Miljić
- 19 La colère des dieux , Soleil Productions, 24 novembre 2021
Scénario : Richard D. Nolane - Dessin : Maza - Couleurs : Desimir Miljić
- 20 Ennemis de l'intérieur , Soleil Productions, 22 juin 2022
Scénario : Richard D. Nolane - Dessin : Maza - Couleurs : Desimir Miljić
- 21 Starjet, danger immédiat , Soleil Productions, 17 mai 2023
Scénario : Richard D. Nolane - Dessin : Maza - Couleurs : Desimir Miljić
- 22 Le vol de l'Oiseau tonnerre , Soleil Productions, 8 novembre 2023
Scénario : Richard D. Nolane - Dessin : Maza - Couleurs : Desimir Miljić
- 23 Nouveaux prédateurs , Soleil Productions, 12 juin 2024
Scénario : Richard D. Nolane - Dessin : Maza - Couleurs : Desimir Miljić
- 24 La vipère de Staline , Soleil Productions, 20 novembre 2024
Scénario : Richard D. Nolane - Dessin : Maza - Couleurs : Desimir Miljić

#### Zeppelin's War
- 1 Les Raiders de la nuit, Soleil Productions, 18 juin 2014
Scénario : Richard D. Nolane - Dessin : Vicenç Villagrasa - Couleurs : Digikore Studios
- 2 Mission Raspoutine, Soleil Productions, 12 octobre 2016
Scénario : Richard D. Nolane - Dessin : Vicenç Villagrasa - Couleurs : Digikore Studios
- 3 Zeppelin contre Ptérodactyles, Soleil Productions, 5 septembre 2018
Scénario : Richard D. Nolane - Dessin : Vicenç Villagrasa - Couleurs : Digikore Studios
- 4 Les démons du chaos, Soleil Productions, 27 octobre 2021
Scénario : Richard D. Nolane - Dessin : Felix Ruiz - Couleurs : Digikore Studios FIN de la mini-série.

#### Space Reich
- 1 Duel d'aigles, Soleil Productions, 21 janvier 2015
Scénario : Richard D. Nolane - Dessin : Marko Nikolic, Maza - Couleurs : Digikore Studios
- 2 Rapaces en orbite, Soleil Productions, 8 mars 2017
Scénario : Richard D. Nolane - Dessin : Marko Nikolic, Maza - Couleurs : Digikore Studios
- 3 Objectif Von Braun, Soleil Productions, 18 avril 2018
Scénario : Richard D. Nolane - Dessin : Marko Nikolic, Maza - Couleurs : Digikore Studios
- 4 Orage sur White Sands, Soleil Productions, 26 septembre 2019
Scénario : Richard D. Nolane - Dessin : Marko Nikolic - Couleurs : Digikore Studios
- 5 Le cosmos dans le sang, Soleil Productions, 24 mars 2022
Scénario : Richard D. Nolane - Dessin : Marko Nikolic - Couleurs : Digikore Studios

#### Vidocq
- 1 Le Suicidé de Notre-Dame, Soleil Productions, 28 janvier 2015
Scénario : Richard D. Nolane - Dessin : Sinisa Banovic - Couleurs : Matteo Vattani
- 2 Le Complot Napoléon, Soleil Productions, 11 octobre 2017
Scénario : Richard D. Nolane - Dessin : Sinisa Banovic - Couleurs : Matteo Vattani
- 3 Le Cadavre des illuminati , Soleil Productions, 9 octobre 2019
Scénario : Richard D. Nolane  - Dessin : Sinisa Banovic - Couleurs : Matteo Vattani

#### La Grande Guerre des Mondes
- 1 La Chose sous les tranchées , Soleil Productions, 12 octobre 2016
Scénario : Richard D. Nolane  - Dessin : Zeljko Vladetic - Couleurs : Aurore Folny
- 2 Terreur martienne , Soleil Productions, 13 septembre 2017
Scénario : Richard D. Nolane - Dessin : Zeljko Vladetic - Couleurs : Desimir Miljić
- 3 Les Monstres de Mars , Soleil Productions, 26 septembre 2018
Scénario : Richard D. Nolane - Dessin : Zeljko Vladetic - Couleurs : Desimir Miljić FIN

#### Wunderwaffen Missions secrètes
- 1 Le U-Boot fantôme , Soleil Productions, 18 septembre 2019
Scénario : Richard D. Nolane - Dessin : Maza - Couleurs : Desimir Miljić
- 2 Le Souffle du Condor , Soleil Productions, 24 mars 2021
Scénario : Richard D. Nolane - Dessin : Maza - Couleurs : Desimir Miljić
- 3 Le destroyer des glaces , Soleil Productions, 2 août 2022
Scénario : Richard D. Nolane - Dessin : Maza - Couleurs : Desimir Miljić . Série terminée et rattachée à la principale.

#### Le Château des millions d'années
Adapté de l'œuvre de Stéphane Przybylski.
- 1 L'Héritage des Ancêtres , Soleil Productions, 13 janvier 2021
Scénario : Richard D. Nolane - Dessin : Zeljko Vladetic - Couleurs : Hugo Facio
- 2 Depuis la nuit des temps , Soleil Productions, 12 janvier 2022
Scénario : Richard D. Nolane - Dessin : Zeljko Vladetic - Couleurs : Hugo Facio
- 3 Le Marteau de Thor , Soleil Productions, 21 juin 2023
Scénario : Richard D. Nolane - Dessin : Zeljko Vladetic - Couleurs : Hugo Facio . Série interrompue.

#### Arkham Mysteries
- 1 Le Ciel des Grands Anciens, Soleil Productions, 5 janvier 2022
Scénario : Richard D. Nolane - Dessin : Manuel Garcia - Couleurs : Dijjo Lima

### One Shot
- Siècle de Sang -  L'Ermite assassin, avec Pascal Croci (dessin), Soleil Productions, décembre 1994
- La Une dans le caniveau, avec Jean-Claude Claeys (dessin), Les Humanoïdes Associés, novembre 1988
- Corpus Hermeticum - tome 6 : Titanic, avec Patrick Dumas (dessin) et Olivier Astier (couleurs), Soleil Productions, récit fantastique complet, 22 avril 2009
- Centurion - Les Cauchemars de la lune, avec Yann Gourhant (dessin) et Tony Valente (couleurs), Soleil Productions, 26 août 2009
- L'Aventurier des étoiles - Les Vents de Gath, avec Chrys Millien (dessin et couleurs), Soleil Productions, (adaptation BD du premier roman de la série de Space opera L'Aventurier des étoiles de E. C. Tubb), septembre 2009
- Contes & Légendes des régions de France - Provence[4], dessin collectif, Soleil Production, anthologie d'histoires courtes fantastiques 7 novembre 2012
- Trains de légende - tome 1 : L'Orient-Express, avec Diego Olmos (dessin) et Sebastián Facio (couleurs), Soleil Productions, 20 août 2014
- Voitures de légende - tome 3 : la Coccinelle[5],[6],[7], avec Zeljko Vladetic (dessin) et Filippo Rizzu (couleurs), Soleil Productions, 21 octobre 2015

### Romans
- Blade / Sous le pseudonyme collectif de Jeffrey Lord / 43 romans de la série : no 38 à 57, 59, 74, 78 à 80, 82, 84, 86 à 88, 91, 95, 97 à 100, 103,104, 106, 109 et 111. Paris: Plon poche du no 38 au no 59 (1983 à 1987), Paris : Vaugirard du no 74 au no 109 (1990 à 1996) et Paris : Vauvenargues pour le no 111 (1996).
- Les parasites de l'horreur / Sous le nom de Don A. Seabury / Paris: Média 1000, coll. "Apocalypse" no 1, 1987, 160 p. Seul auteur du volume lançant la série, "Terence Corman" étant un pseudonyme collectif couvrant les véritables auteurs à partir du no 2.,  (ISBN 2-86564-251-8)
- Les démons d'Abidjan. Paris: Vaugirard, coll. "Gore" 118, 1990, 170 p.  (ISBN 2-285-00324-2) . Repris dans Séparation de corps. Tarzana, Californie, USA : Black Coat Press / Rivière Blanche, coll. "Noire" no 22, 2010, 324 p.
- Les masques du démon / Réédition révisée des Démons d'Abidjan. Montauban : Olivier Raynaud éd., 2021, 156 p.  (ISBN 978-2955882122)

### Recueils
- L'heure de l'Eventreur & autres moments désagréables /  Aix en Provence : Olivier Raynaud, 1979, 64 p. , coll. "Presses du Crépuscule" no 1. Tirage limité à 250 ex, mais avec à peine la moitié d'imprimés réellement.
- Séparation de corps. Tarzana, Californie, USA : Black Coat Press / Rivière Blanche, coll. "Noire" no 22, 2010, 324 p.
- Un cadavre entre les sampans : Singapour années 1930, police criminelle : nouvelles policières. Paris : Œil du sphinx, coll. "RDN' Books" no 1, 05/2017, 117 p.  (ISBN 979-10-91506-57-1)
- Une tête de martyr : deux enquêtes dans l'univers de la BD "Millénaire" : nouvelles fantastiques médiévales. Montauban : Olivier Raynaud ed., 12/2020, 120 p.  (ISBN 978-2955882115)

### Directeur de collections et séries et responsable de revues
- Fanzine de SF Altaïr 9. Éditeur et rédacteur en chef, 1976 et 1977. Deux numéros publiés.
- Revue  de SF Spirale. Co-rédacteur en chef, 1976, avec Charles Moreau, Fermin Gonzalez et Pierre K. Rey. Slan Club éditeur. Cinq numéros parus sous ce titre,
- Fanzine de Fantastique, Crépuscule, éditeur et rédacteur en chef, 1980 à 1982. Cinq numéros parus dont un vol double, 4-5.
- Revue de SF/Fantastique/Roman noir Thriller. Co-rédateur en chef, 1981 à 1983 avec Charles Moreau et Pierre K. Rey. Bayonne: Campus éditions. Neuf numéros parus sous ce format. Deux inédits (alors) de Stephen King ont été publiés par la revue tournée vers les auteurs anglo-saxons.
- Collection "Aventures fantastiques", 16 volumes. Paris: Garancière, 1985-1987.
- Série "Apocalypse", 6 volumes. Paris: Média 1000, 1987. Conception de la série et suivi des 4 premiers volumes parus. Non crédité.
- Collection "Dr Who", 8 volumes. Paris: Garancière 1987. Non crédité car collection sponsorisée par les frères Bogdanoff.
- Wendigo, revue de bibliothèque SF/Fantastique/Horreur classiques, nouvelles inédites en français. rédacteur en chef. . Paris : L'Œil du Sphinx. Sept numéros parus depuis 2011. En cours.
- Collection "Vintage Fiction" Fantastique/SF classiques d'avant 1950, Paris : Œil du Sphinx / RDN Books, 2017. Six numéros parus. En cours.
- Collection "Super-fascicules", Fantastique/SF classiques d'avant 1950. Montauban : Olivier Raynaud éd., 2022. Sept numéros parus. En cours.

### Anthologies et Recueils d'auteurs
- L'homme du souterrain / Ramsey Campbell / Recueil inédit en français. paris: Librairie des Champs-Élysées "Le masque Fantastique 2e série" no 16, 1979  (ISBN 2-7024-0860-5)
- Golden Age 1 / nouvelles inédites de Robert W. Chambers, Edmond Hamilton et Dermot Chesson Spence. Aix en Provence : Olivier Raynaud, 1980, 54 p. , coll. "Presses du Crépuscule" no 3. Tirage limité à 250 ex, mais avec à peine la moitié d'imprimés réellement.
- 400 mètres d'angoisse / nouvelles inédites de Dominique Blattlin, Bruno Lecigne, Gilles Bergal, Michel Honaker et Josiane Vaccari, réunies par Richard D. Nolane & Fermin Gonzalez / Aix en Provence : Olivier Raynaud, 1980, 64 p. , coll. "Presses du Crépuscule" no 4. Tirage limité à 250 ex, mais avec à peine la moitié d'imprimés réellement.
- .Terra SF: the Tear's Best from European SF / 14 nouvelles européennes inédites en anglais. New York: DAW books, 1981, 268 p  (ISBN 978-0-87997-595-1)
- Les abîmes angoissants de Poul Anderson / Poul Anderson. Paris; Casterman, 224 p., 1982 , coll. "Autre temps, autres mondes"  (ISBN 2-203-22635-8)
- Galaktika «Spécial SF australienne / No 43, 1982 (Hongrie). Bien que seulement crédité de l'article présentant la SF australienne, Richard D. Nolane a assuré également le choix de toutes les nouvelles du numéro.
- Les masques de la peur, Fiction spécial no 33 /  12 récits anglo-saxons d'horreur moderne inédis. Paris, OPTA, 1983  (ISBN 2-7201-0184-2).
- Terra SF II: the Tear's Best from European SF / 12 nouvelles européennes inédites en anglais. New York: DAW books, 1983, 224 p.  (ISBN 978-0-87997-844-0) .
- Du fond de l'abîme / Arthur Conan Doyle / NéO, 1984, coll. "Fantastique/SF/Aventure" no 124  (ISBN 2-7304-0289-6)
- La nuit des pharaons / H; Rider Haggard / NéO, 1985, coll. "Fantastique/SF/Aventure" no 152  (ISBN 2-7304-0343-4)
- L'avant poste des Grand Anciens / Brian Lumley / NéO, 1984, coll. "Fantastique/SF/Aventure" no 178, 192 p.  (ISBN 2-7304-0392-2)
- Le seigneur des vers / Brian Lumley / NéO, 1987, coll. "Fantastique/SF/Aventure" no 185, 176 p.  (ISBN 2-7304-0451-1)
- Intégrale Conan  Doyle vol 13, Contes inédits / Arthur Conan Doyle / NéO, 1988, 245 p.  (ISBN 978-2730404808)  Réédition en 2022 sous le titre de A deux doigts de la mort, Olivier Raynaud éditeur.  (ISBN 978-2955882160)
- Compartiment terreur / Brian Lumley / NéO, 1989, coll. "Fantastique/SF/Aventure" no 216, 160 p.  (ISBN 2-7304-0516-X)
- Rêves de Razès / anthologie SF/Fantastique de 13 nouvelles inédites d'auteurs francophones autour de Rennes-le-Château / Paris: L'Œil du Sphinx, coll. 'Serpent Rouge" no 17, 206 p., 2009.  (ISBN 978-2-914405-58-4)
- Dimension Jimmy Guieu / anthologie de 13 nouvelles-hommage inédit à Jimmy Guieu, plus un article inédit de J. Guieu /  Tarzana, Californie, USA : Black Coat Press / Rivière Blanche, coll. "Fusée" no 13, 2011, 312 p.  (ISBN 978-1-935558-79-8)
- Dimension E. C. Tubb / recueil comportant un roman et neuf nouvelles, la plupart inédits /  Tarzana, Californie, USA : Black Coat Press / Rivière Blanche, coll. "Fusée" no 21, 2011, 318 p.  (ISBN 978-1-61227-042-5)
- La bibliothèque d'Atlantis / anthologie SF/Fantastique de 18 nouvelles inédites d'auteurs francophones / Paris: L'Œil du Sphinx, coll. 'Les manuscrits d'Edward Derby" no 14, 248 p., 2013.  (ISBN 979-10-91506-09-0)
- Dimension Vargo Statten (John Russell Fearn) / recueil  comportant  un roman et sept nouvelles, inédits /  Tarzana, Californie, USA : Black Coat Press / Rivière Blanche, coll. "Fusée" no 29, 2013, 426 p.  (ISBN 978-1-61227-232-0)
- Détectives rétro : une anthologie d'enquêtes excentriques / dir. Christine Luce & André-François Ruaud ; avec l'aide de Jean-Daniel Brèque, Hippolyte Moreau et Richard D. Nolane. Lyon : Les Moutons électriques, coll. "Le rayon vert", 02/2014, 381 p.  (ISBN 978-2-36183-079-3)
- Un rat dans le crâne : nouvelles / Rog Phillips ; trad. Martine Blond et Richard D. Nolane ; choix des textes, préface et bibliographie Richard D. Nolane. Paris : Œil du sphinx, coll. "RDN Books / Vintage Fiction" no 2, 12/2017, 130 p.  (ISBN 979-10-91506-75-5)
- Dimension E. C. Tubb 2 / recueil de E. C. Tubb / Un roman et sept nouvelles, la plupart inédits, plus articles de Philip Harbottle, Jean-Luc Buard et Richard D. Nolane /  Tarzana, Californie, USA : Black Coat Press / Rivière Blanche, coll. "Fusée" no 21, 2018, 318 p.  (ISBN 978-1-61227-721-9)
- Dérapages temporels : nouvelles / Murray Leinster et Philip M. Fisher, Jr ; trad. Martine Blond et Richard D. Nolane ; choix des textes, préface et bibliographie Richard D. Nolane. Paris : Œil du sphinx, coll. "RDN Books / Vintage Fiction" no 4, 05/2020, 179 p.  (ISBN 978-2380140231)
- Dimension Vargo Statten 2 (John Russell Fearn) / recueil  comportant  un roman et huit nouvelles, en partie inédits en fr. /  Tarzana, Californie, USA : Black Coat Press / Rivière Blanche, coll. "Fusée" no 96, 2013, 360 p.  (ISBN 978-1-64932-014-8)
- Un professeur d'égyptologie / recueil de Guy Boothby /; trad. Martine Blond, Albert Aribaud et Richard D. Nolane ; choix des textes, préface et bibliographie Richard D. Nolane. Paris : Œil du sphinx, coll. "RDN Books / Vintage Fiction" no 6, 2022, 184 p.  (ISBN 978-2-38014-054-5)
- Kraken !  / Nouvelles de Charles Ronze et Frank Aubrey et article de  Richard. Nolane ; trad., choix des textes, préface et bibliographie Richard D. Nolane. Montauban : Olivier Raynaud éd, coll. "Super-fascicules" no 1 2022, 48 p.  (ISBN 978-2955882139)
- Outré et macabre ! / Nouvelles de A. Hyatt Verrill et G. A. Wells ; trad., choix des textes, préface et bibliographie Richard D. Nolane. Montauban : Olivier Raynaud éd, coll. "Super-fascicules" no 2 2022, 48 p.  (ISBN 978-2955882146)
- Jack l'Eventreur ! / Nouvelles de André Villers, Richard D. Nolane, Robert James Lees et David Wright O'Brien ; trad., choix des textes, préface et bibliographie Richard D. Nolane. Montauban : Olivier Raynaud éd, coll. "Super-fascicules" no 3 2022, 48 p.  (ISBN 978-2955882153)
- Dinos rétro ! / Nouvelles de Anonyme, Alexander M. Phillips et de Reginald Bacchus & C. ranger Gull ; trad., choix des textes, préface et bibliographie Richard D. Nolane. Montauban : Olivier Raynaud éd, coll. "Super-fascicules" no 4, 2023, 51 p.  (ISBN 978-2955882177)
- Weird Tales 1923 ! / nouvelles inédites en français, parues dans le no 1 de la revue, de Julian Kilman, Orville R. Emerson, W. H. Holmes, Herbert J. Mangham et Farnswoth Wright; trad., choix des textes, préface et bibliographie Richard D. Nolane. Montauban : Olivier Raynaud éd, coll. "Super-fascicules" no 5 2023, 55 p.  (ISBN 978-2955882184)
- Tous des monstres !  / Nouvelles de J. D. Beresford, Charles Dupuy, Richard D. Nolane et Henry Slesar ; trad., choix des textes, préface et bibliographie Richard D. Nolane. Montauban : Olivier Raynaud éd, coll. "Super-fascicules" no 6 2024, 51 p.  (ISBN 978-2955882191)
- Lovecraft, premiers disciples ! / Nouvelles nédites en français de Mearle Prout, Henry Hasse et Robert W. Lowndes ; trad., choix des textes, préface et bibliographie Richard D. Nolane. Montauban : Olivier Raynaud éd., coll. "Super-fascicules" no 7, 02/2025, 88 p.  (ISBN 978-2959462900)

### Traductions
- William Hope Hodgson : biographie critique / Sam Moskowitz / Aix en Provence : Olivier Raynaud, 1981, 92 p. Tirage limité à 300 ex, mais avec à peine une centaine d'imprimés réellement.
- Merodak / Wynne Whiteford Paris: Fleuve Noir, coll. "Les best-sellers, SF australienne" no 16, 224 p., 1984.  (ISBN 2-265-02757-X)
- Le guerrier de Vénus / Ralph Milne Farley / Trad. en 5 livraisons dans la revue de BD Ere Comprimée no 31 à 35, Campus éditions, 1984/85. Réédité en fac-similé et à tirage limité à 250 ex. (jamais imprimés en totalité) en 1993 par Apex, coll. "Periodica" no 2, 48 p. grand format.
- La nuit des pharaons / H; Rider Haggard / Paris: NéO, 1985, coll. "Fantastique/SF/Aventure" no 152  (ISBN 2-7304-0343-4)
- Cœur du monde / H. Rider Haggard / Trad. coupée  de René Lécuyer, révisée et complétée par Richard D. Nolane. Paris: NéO, 1986, coll. "Fantastique/SF/Aventure" no 161/162, 304 p.  (ISBN 2-7304-0360-4)
- La fille de Montezuma / H. Rider Haggard / Trad. coupée  de René Lécuyer, révisée et complétée par Richard D. Nolane. Paris: NéO, 1986, coll. "NéO Plus" no 3, 248 p.  (ISBN 2-7304-0402-3)
- Le masque de Mandragore / Philip Hinchcliffe / Paris: Garancière, coll. "Dr Who" no 6, 1987, 160 p.  (ISBN 2-7340-0219-1)
- Lovecraft, le roman de sa vie / L. Sprague de Camp / NéO "Hors série" no 4, 1988, 544 p.  (ISBN 2-7304-0476-7). Notes et bibliographies additionnelles par Richard D. Nolane. Réédition en 2002, éditions Durante, 702 p.  (ISBN 978-2912400291)
- Intégrale Conan  Doyle vol 13, Contes inédits / Arthur Conan Doyle / Paris : NéO, 1988, 245 p.  (ISBN 978-2730404808) Réédition en 2022 sous le titre de A deux doigts de la mort, Olivier Raynaud éditeur.  (ISBN 978-2955882160)
- L'Aventurier des étoiles / E. C. Tubb / traduction des volumes 14 à 33 de la série de space opera Dumarest (Presses de la Cité poche du no 14 au no 20 (1988 à 1990), Vaugirard du no 21 à no 32 (1990 à 1992) et pour le no 33, dernier roman de la série, Eons en 2011 puis Rivière Blanche en 2021.
- Les pieds au plafond / Clayton Rawson / Traduction signée Olivier Raynaud. Paris: Librairie des Champs-Élysées, coll. "Le Masque policier" no 2082, 288 p., 1992.  (ISBN 978-2702422298)
- Le Joyau aux sept étoiles / Bram Stoker /trad. coupée de Jacques Parsons, révisée et complétée par Richard D. Nolane. Dinan : Terre de brume, coll. "Terres mystérieuses", 01/2003, 288 p.  (ISBN 2-84362-178-X)
- L'Extraordinaire Dr. Darwin, vol. 1, Le Démon de Malkirk et autres histoires / Charles Sheffield /  trad. Michèle Valencia, Dichard D. Nolane. Dinan : Terre de brume, coll. "Terres mystérieuses", 10/2003, 189 p.  (ISBN 2-84362-209-3)
- La Dernière Légion : et autres contes antiques / Arthur Conan Doyle ; trad. Bernard Tourville et de Richard D. Nolane. Paris : Vendémiaire, coll. "Histoires", 06/2012, 192 p.  (ISBN 978-2-36358-038-2)
- L'Œil de Balamok : roman d'aventures fantastiques / Victor Rousseau ; trad. Jean-Pierre Moumon révisée par Richard D. Nolane. Paris : Œil du sphinx, coll. "RDN Books/ Vintage Fiction" no 3, 09/2018, 170 p.  (ISBN 979-10-91506-87-8)

### Ouvrages préfacés
- Les Pirates fantômes / William H. Hodgson ; préf. Richard D. Nolane ; trad. Jacques Parsons & Patrick Marcel. Dinan : Terre de brume, coll. "Terres fantastiques", 03/2016, 257 p.  (ISBN 978-2-84362-583-1)